# Planungsregion Oberland
Die Planungsregion Oberland ist eine von insgesamt 18 Planungsregionen des Freistaates Bayern.

## Struktur

Planungsregion 17: Oberland

Die Planungsregion Oberland liegt im Süden Bayerns im mittleren Teil des bayerischen Alpenraums an der Grenze zu Österreich. Im Regionalen Planungsverband sind folgende Körperschaften zusammengeschlossen: die vier Landkreise Bad Tölz-Wolfratshausen, Garmisch-Partenkirchen, Miesbach und Weilheim-Schongau  sowie die dazugehörigen Landkreisgemeinden.
In der Region leben rund 431.000 Einwohner auf einer Fläche von 3.953 km². Zugehörige Mittelzentren sind Bad Tölz, Garmisch-Partenkirchen, Miesbach/Hausham, Murnau am Staffelsee, Penzberg, Schongau/Peiting, Tegernsee/Rottach-Egern/Bad Wiessee/Gmund am Tegernsee und Wolfratshausen/Geretsried. Zugehöriges Oberzentrum ist Weilheim in Oberbayern.

## Geschichte
1972 erfolgte die Einteilung des Freistaates Bayern in 18 Planungsregionen auf Grundlage des Bayerischen Landesplanungsgesetzes von 1970. Der Regionale Planungsverband entstand 1973. Verwaltungssitz ist seit 2014 Bad Tölz in der Nachfolge von Weilheim in Oberbayern. Aktueller Verbandsvorsitzender ist Josef Niedermaier, Landrat des Landkreises Bad Tölz-Wolfratshausen.